# Мраморный мост
Мра́морный (Палла́диев, Сиби́рский) мост, также Сиби́рская мра́морная галере́я — пешеходный мост в Екатерининском парке Царского Села. Построен в 1772—1774 годах по проекту В. И. Неелова, который повторял, с некоторыми отличиями, палладианский проект, к тому моменту уже несколько раз воспроизведённый в английских усадебных парках и восходящий к мосту в поместье Уилтон-хаус, который, в свою очередь, был создан под влиянием идей итальянского архитектора XVI века А. Палладио. Мраморный мост в Пушкине является одним из четырёх аналогичных сооружений в мире, три других расположены в Великобритании.
Гранитный мост увенчан крытой мраморной галереей, с ионической колоннадой и двумя павильонами. При строительстве использовались разные породы уральских («сибирских») мраморов. Стилистически Мраморный мост может быть отнесён к раннему классицизму или, конкретнее, екатерининскому классицизму либо палладианству. Он является объектом культурного наследия России федерального значения в категории памятников градостроительства и архитектуры.

## История
В 1770 году архитектор Конторы строения Царского Села В. И. Неелов, вместе с сыном П. В. Нееловым (будущим архитектором), был командирован Екатериной II в Великобританию для изучения новых веяний в архитектуре и садово-парковом искусстве, в числе прочего — неоготики и пейзажного стиля. Пробыв за границей полгода, Неелов вернулся в Россию (его сын оставался в Англии до 1775 года). По мнению автора обзора царскосельских памятников начала XX века С. Н. Вильчковского, одним из результатов этой поездки стал подготовленный Нееловым проект Мраморного моста, возведённого впоследствии над протокой у Большого пруда Екатерининского парка. Советский искусствовед А. Н. Петров, однако, утверждал, что он уже был разработан не позднее 1769 года, то есть ещё до путешествия в Англию.
В. И. Неелов фактически воспроизвёл в Царском Селе известный в Британии палладианский проект моста. В качестве непосредственного образца для русского архитектора послужил Палладиев мост из поместья графов Пембрук Уилтон-хаус в Уилтшире, созданный в 1736—1737 годах Роджером Моррисом при участии Генри Герберта, 9-го графа Пембрука. Аналогичные уилтонскому мосты появились в усадьбе Стоу в Бакингемшире (1738 год, автор — Дж. Гиббс) и в усадьбе Прайор-парк в Бате (1755 год, автор — Р. Джонс, ранее атрибутировался как работа Дж. Вуда-старшего). Таким образом, царскосельский мост стал одним из четырёх похожих сооружений в мире (А. Н. Петров утверждал, вероятно, ошибочно, что такие же мосты имелись ещё в поместье Чатсуорт-хаус и в Королевских ботанических садах Кью).

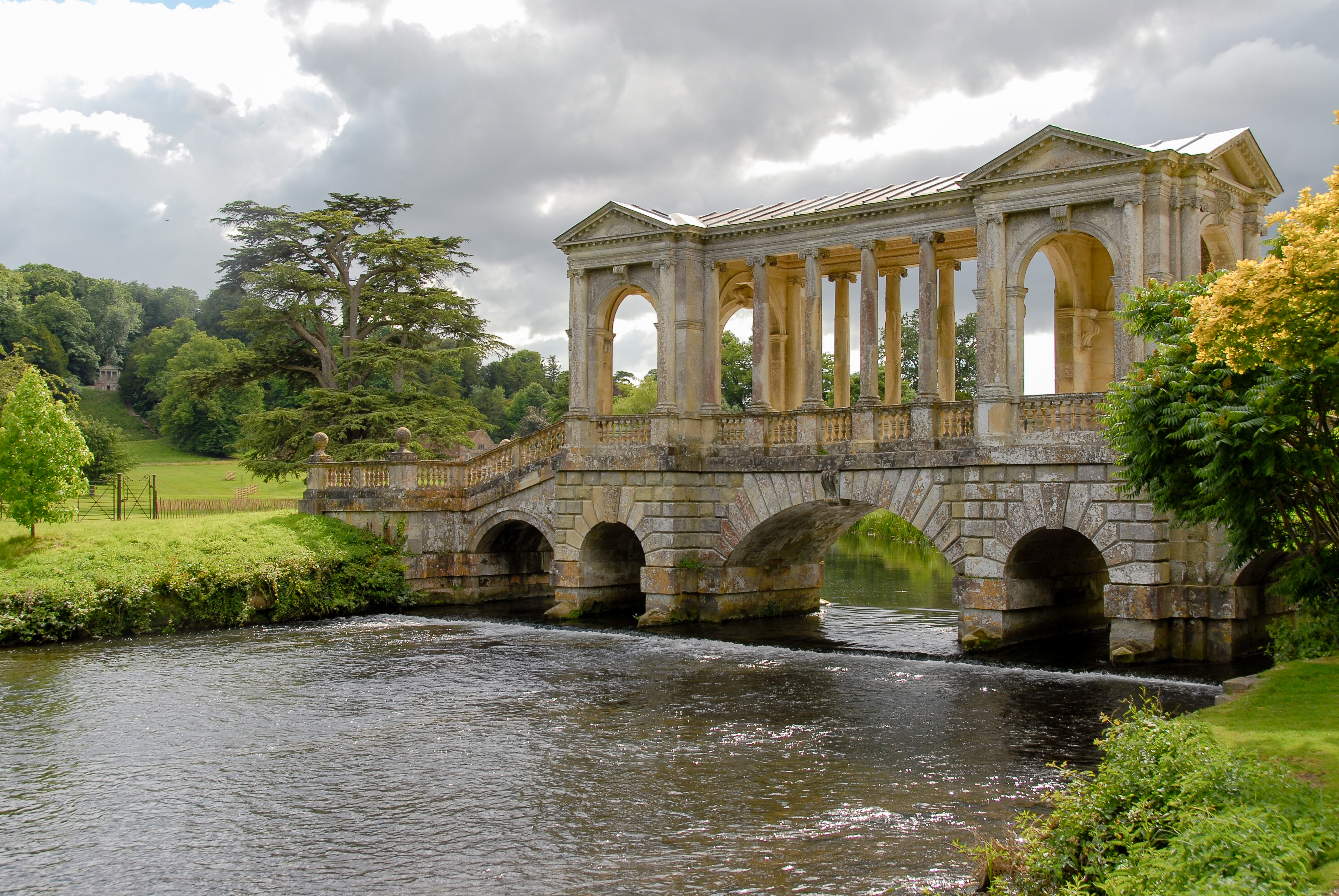
Мост в Уилтоне
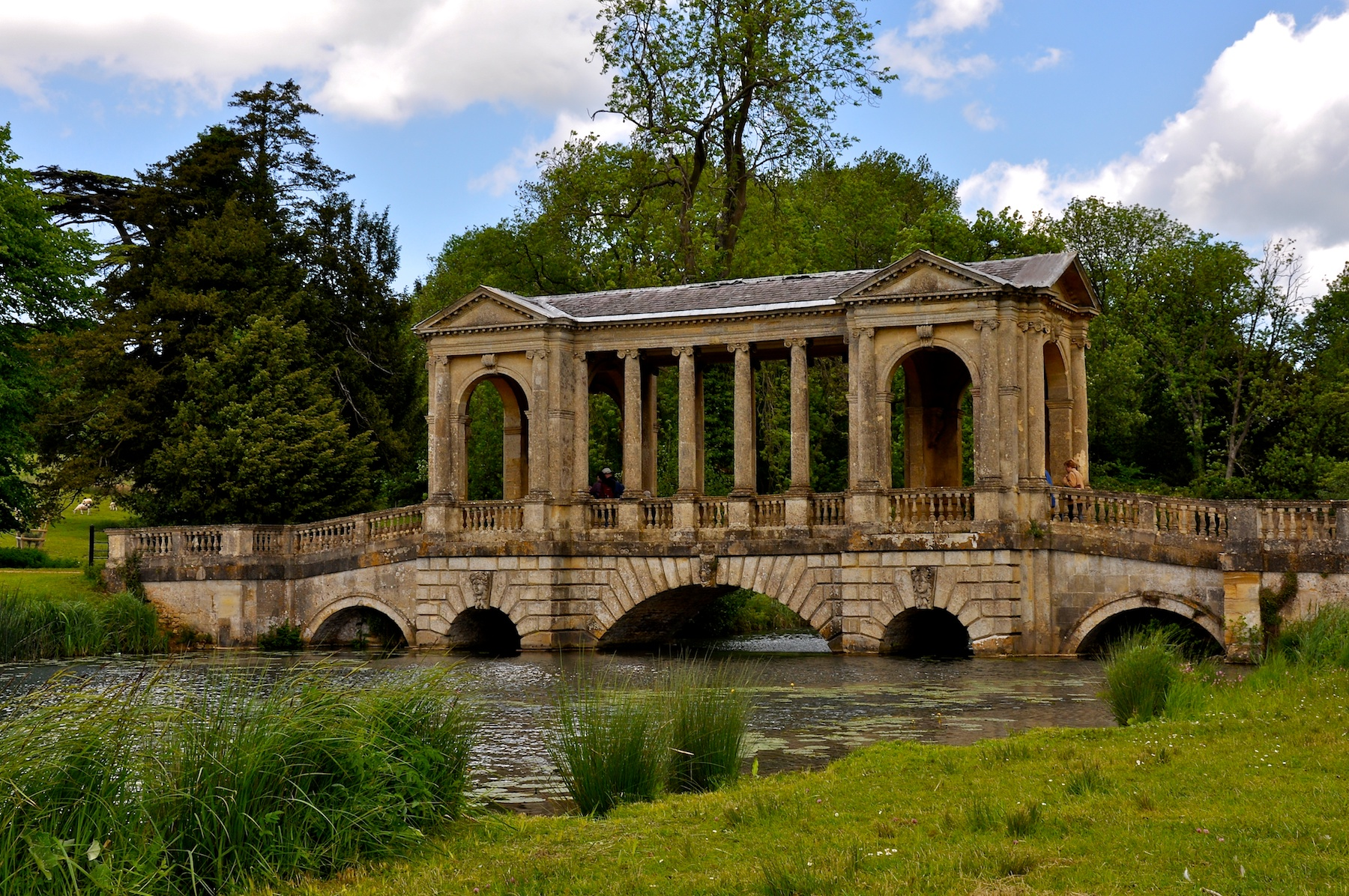
Мост в Стоу
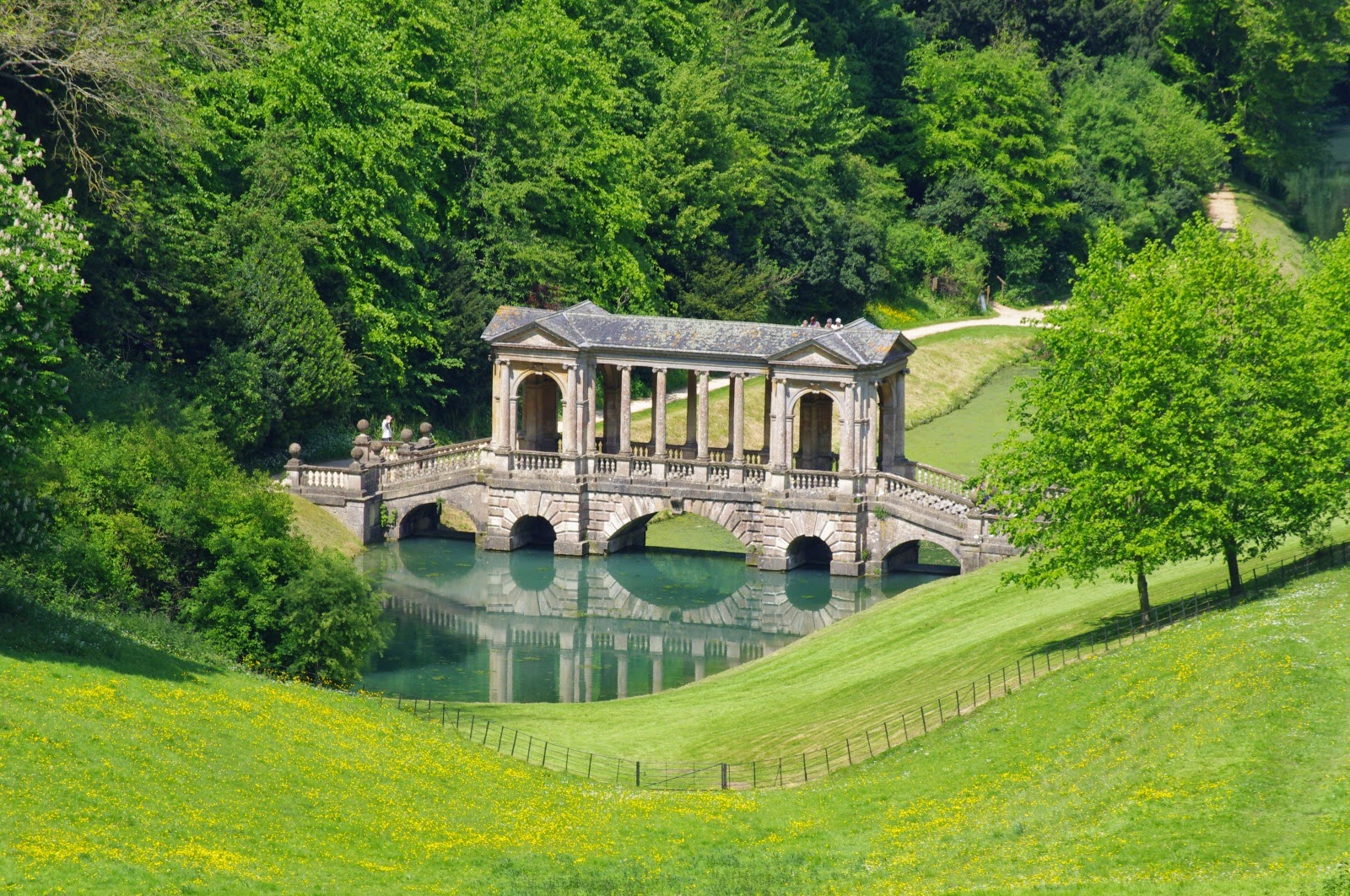
Мост в Бате

Источником вдохновения архитектурной идеи английского проекта, положенного в основу при строительстве Мраморного моста, явился неосуществлённый замысел моста Риальто в Венеции авторства Андреа Палладио, итальянского зодчего эпохи Возрождения. Одно из названий моста в Пушкине, Палладиев, как и в случае с аналогичными сооружениями в Англии, отсылает именно к наследию итальянского архитектора в рамках данного проекта. Английский проект не повторяет мост Палладио «дословно». А. Н. Петров, кроме того, указывает на некоторые различия в деталях при сравнении царскосельского моста с чертежами итальянского зодчего. Например, парные колонны, помещавшиеся по углам у павильонов моста, были заменены одинарными, пролёты между колоннами сделаны одинаковыми (у Палладио средний шире боковых), упрощены силуэт карниза и рисунок капителей колонн.

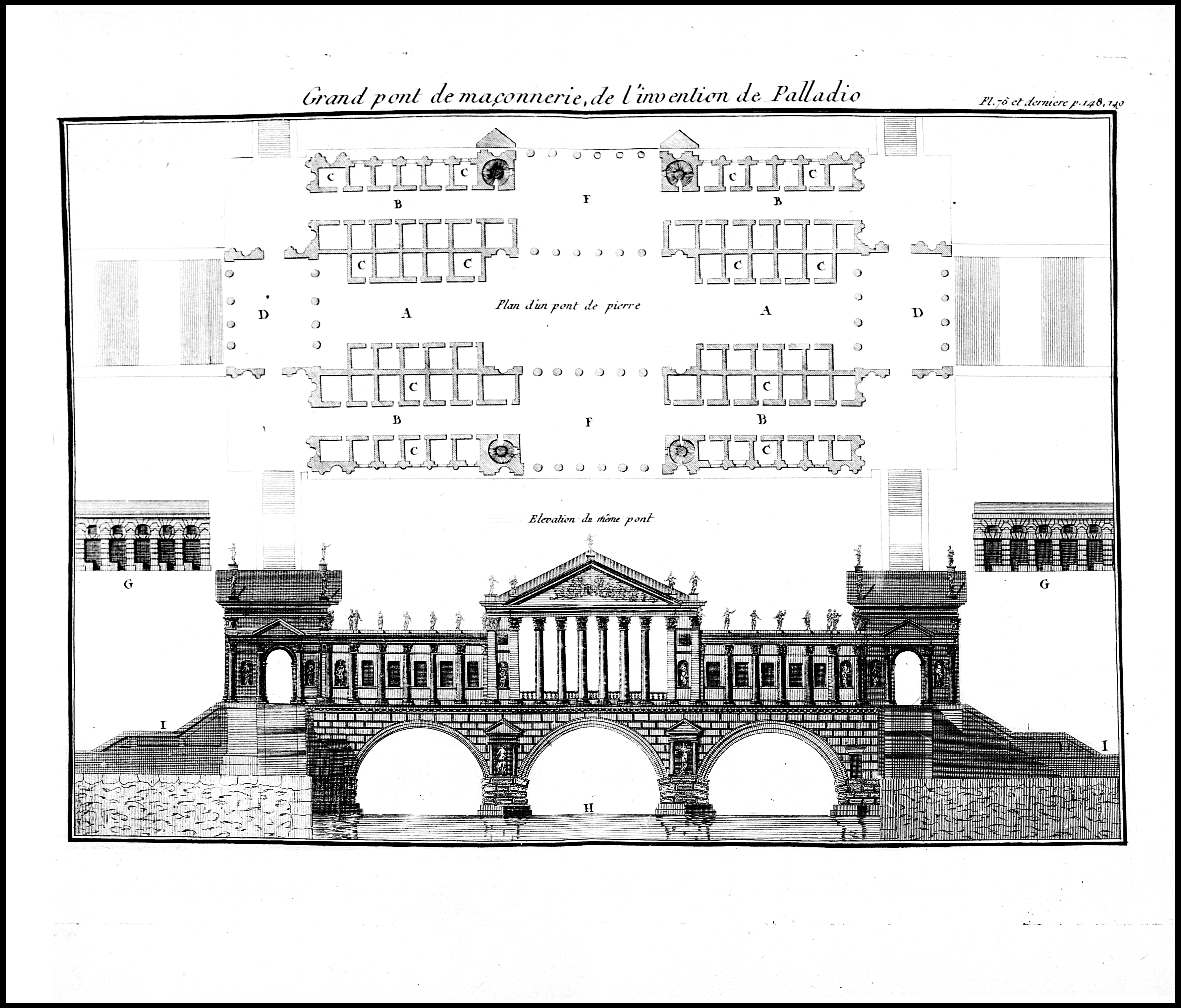
Проект моста Риальто А. Палладио (из французского издания 1764 года)

Работы по созданию моста производились в 1772—1774 годах (по другим данным, охватывали промежуток с 1770 по 1776 год; С. Н. Вильчковский относит строительство моста приблизительно к 1778 году). На изготовление и установку гранитного фундамента на пяти арках был выделен 7861 рубль 67¾ копейки из средств Императорского кабинета. Сооружение фундамента началось в 1772 году и завершилось в 1773-м.
Для изготовления мраморных деталей галереи, которая должна была венчать мост, была сделана деревянная модель, по которой в начале 1770-х годов на Екатеринбургской гранильной фабрике из горнощитского и становского мраморов были вытесаны колонны, капители, тумбы, балясины и другие составные части сооружения. Руководил работами камнерезов «каменотёсного дела мастер» итальянец В. Тортори из Флоренции, прибывший на Урал вместе с братом Ж.-Б. Тортори в 1765 году в составе экспедиции генерал-майора Я. И. Данненберга. Само название Мраморного моста указывает на материал, использованный при его строительстве. Поскольку уральские мраморы именовались «сибирскими», с XVIII века постройка также стала известна как Сибирская мраморная галерея или Сибирский мост.

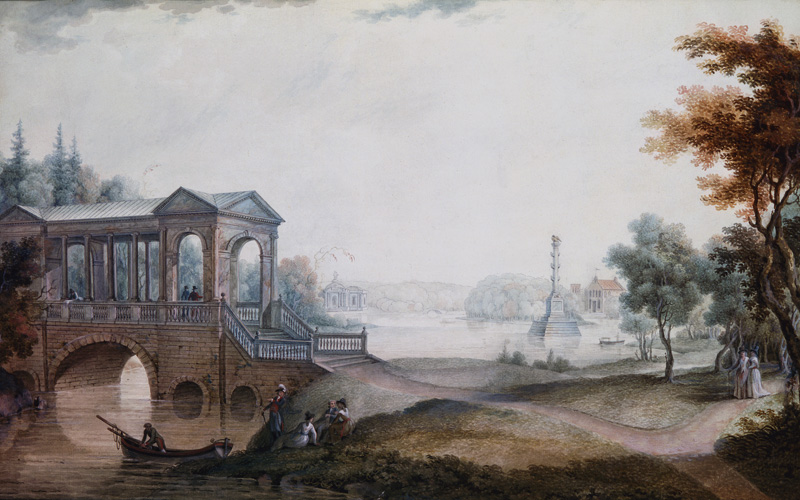
Большое озеро в Царскосельском парке. Акварель Г. С. Сергеева, до 1796 года. На переднем плане — Мраморный мост, на заднем — Чесменская колонна

Галерея была собрана на фундаменте из готовых деталей, присланных в Царское Село, в 1774 году под руководством приехавшего из Екатеринбурга В. Тортори его помощниками И. Ивановым, И. Григорьевым, П. Петровским и Ф. Шахуриным (по некоторым данным, сборка могла занять два года; И. Ф. Яковкин относит её к 1775—1776 годам). Длина сооружения составила 7,5 саженей, ширина — 2 сажени. Мост был поставлен над узкой протокой в Екатерининском парке, которая соединяла Большой пруд и искусственно созданную водную систему, состоящую из нескольких небольших прудов, вырытых в 1769—1770 годах, и 7 островов. Острова и пруды получили название Лебяжьих, поскольку на островках, в маленьких домиках, раскрашенных по рисункам итальянского архитектора А. Ринальди, жили лебеди.
Уже в первые годы существования Мраморного моста современниками было отмечено его сходство с аналогичной постройкой в Уилтон-хаусе. В частности, об этом писал английский путешественник У. Кокс, побывавший в Царском Селе в 1778 году. Кокс посетил Россию в августе 1778 — феврале 1779 года вместе со своим подопечным, молодым лордом Гербертом, будущим 11-м графом Пембруком, к которому он был приставлен в качестве воспитателя, в рамках гран-тура.
Небольшие ремонтные работы проводились на мосту начиная с XVIII века. В 1832 году был выполнен капитальный ремонт. В начале XX века выполнялись работы по восстановлению перил балюстрады. Во время Великой Отечественной войны мост значительно пострадал. В послевоенные годы реставрация производилась в 1953, 1983, 1990 годах. Объект регулярно страдал от вандализма. К моменту последней реставрации были обрушены в пруд и частично утрачены декоративные шары, входящие в состав ограждения, звенья балюстрады и накрывочные плиты перил.
Согласно постановлению Правительства РФ от 2001 года, Палладиев мост в Пушкине является объектом исторического и культурного наследия федерального значения. В 2015—2016 годах он был вновь отреставрирован, на этот раз силами реставрационной мастерской «Наследие». Были произведены расчистка поверхностей, ремонт кровли, установлены на места упавшие элементы и воссозданы утраченные, реставрирована облицовка потолка, восстановлены недостающие конструктивные детали, проведены работы по благоустройству. В 2019—2021 годах был проведён ремонт территории вокруг моста.

## Описание

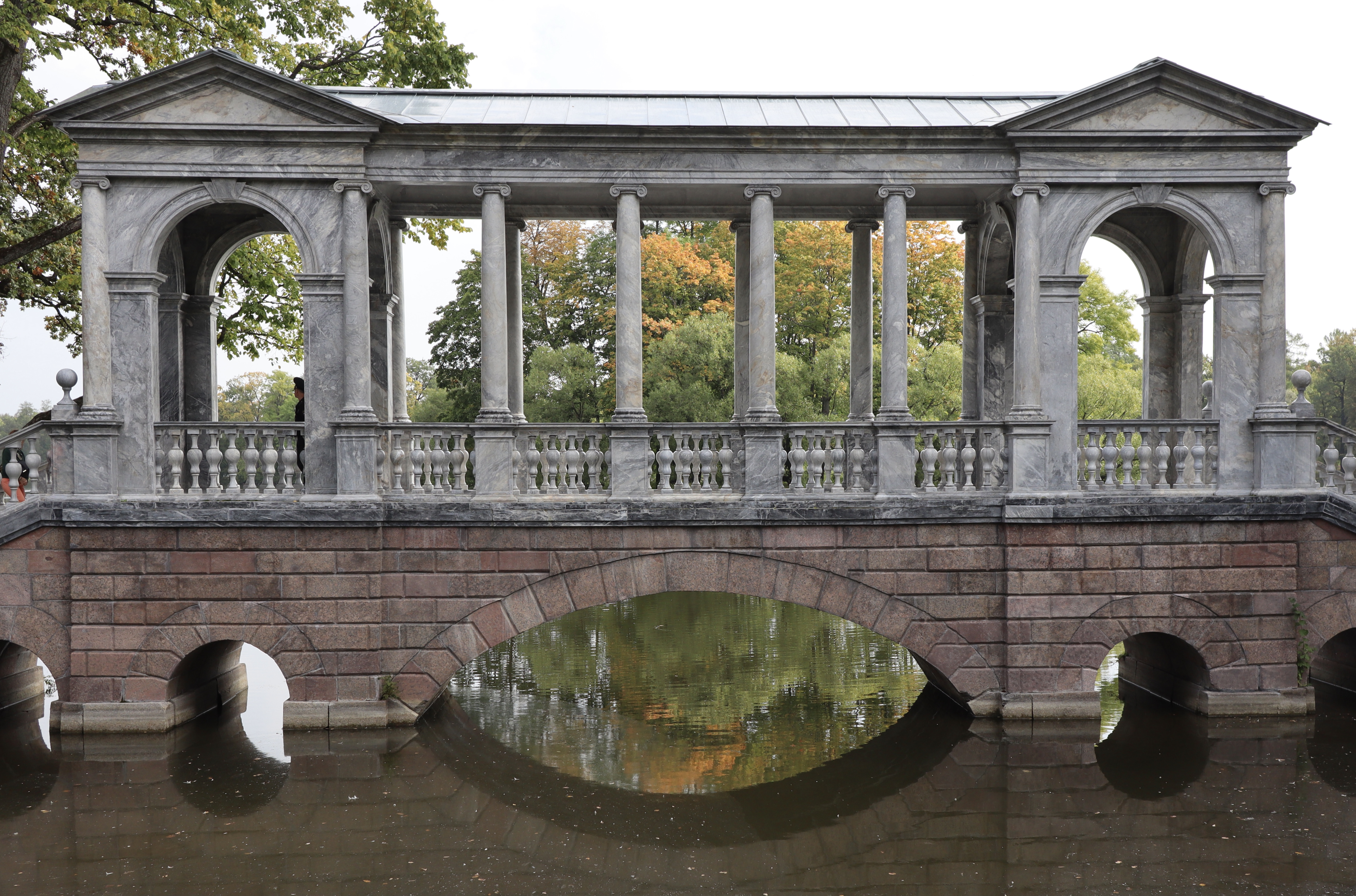
Мраморный мост

Мраморный мост относится к памятникам классицизма. Специфическое направление, в рамках которого он был создан, в разных источниках может описываться как ранний классицизм, екатерининский классицизм или палладианство. Общая длина сооружения, с лестницами, составляет 30,7 м, ширина — 4,4 м.
Мост имеет пять арочных пролётов. По бокам от большой и пологой центральной арки (её пролёт — около 7 м) расположены две пары малых полуциркульных арок с пролётом около 1,65 м каждая. Опоры моста и его фасады облицованы рустованным гранитом с выделением арочных пролётов. При облицовке был использован выборгит с отдельными вставками светлого гранита, которые происходят, вероятно, из месторождения у посёлка Возрождение. Сами устои выполнены в кирпичной кладке на свайном основании.

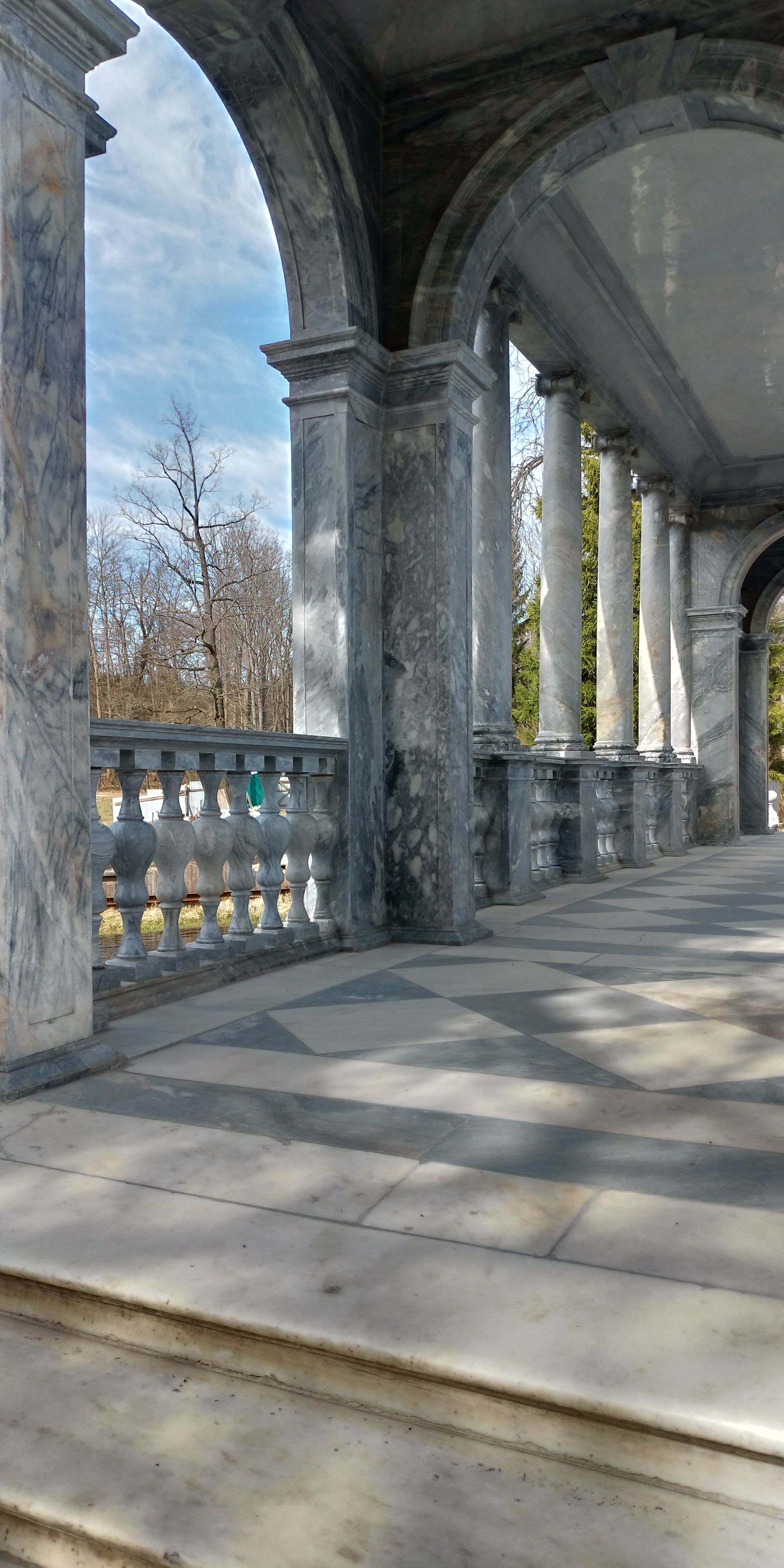
Крытая галерея моста

Верхняя часть моста представляет собой крытую колоннаду со скатной крышей и двумя павильонами по сторонам. Квадратные в плане, павильоны поставлены над двумя малыми пролётами моста. На пилонах покоятся их арки с профилированными импостами, имеющие замковый камень. Завершают боковые павильоны с разных сторон треугольные фронтоны с профилированными карнизами.
Пространство между павильонами занято колоннадой: на тумбы с профилировками поставлены лёгкие и стройные ионические колонны. Они поддерживают антаблемент с гладким фризом и карнизом (карниз профилирован). В обе стороны от моста уходят лестницы. На лестницах, а также в промежутках между пьедесталами колонн, установлено перильное ограждение — балюстрада из фигурных балясин. Пол галереи выложен плитами шахматного рисунка с бордюром, потолок — с падугами, имеет профилированный пояс.
Особое значение для восприятия памятника имеют колористические характеристики использованных материалов. Вся верхняя часть моста — колонны и тумбы, пилоны павильонов, балюстрада, плиты пола, ступени лестниц — сделана из мрамора, голубовато-серого горнощитского (месторождение у села Мраморского) и белого становского, тогда как устои моста облицованы серовато-розовым гранитом. Потолок и падуги выполнены из искусственного мрамора (так называемый осёлковый мрамор). «Цельные портики, стройные ионические колонны, прекрасные балюстрады: он как будто бы высечен из мраморной горы в Афинах», — писал литератор второй четверти XIX века Я. И. Сабуров. В целом для сооружения характерны строгость пропорций и ясность форм, простота и отсутствие лишних деталей, что отличает его от других палладианских мостов.
Находясь в пейзажной части Екатерининского парка, Мраморный мост играет свою роль — замыкает перспективу Большого пруда у его юго-западной границы, контуры колоннады хорошо видны с дальнего расстояния. Он отлично просматривается и со стороны Лебяжьих островов. Лёгкость, воздушность, прозрачность галереи обеспечивают эффект, что мост не только обрамлён, но и пронизан пейзажем, каждый пролёт сквозной колоннады выглядит как отдельное живописное полотно. В свою очередь, с галереи открывается вид на Большой пруд. Мост отражается в зеркале пруда, и голубоватые оттенки его мрамора дополняют палитру красок, созданную расположенными на берегах строениями. Мраморный мост называется одним из лучших украшений Екатерининского парка.

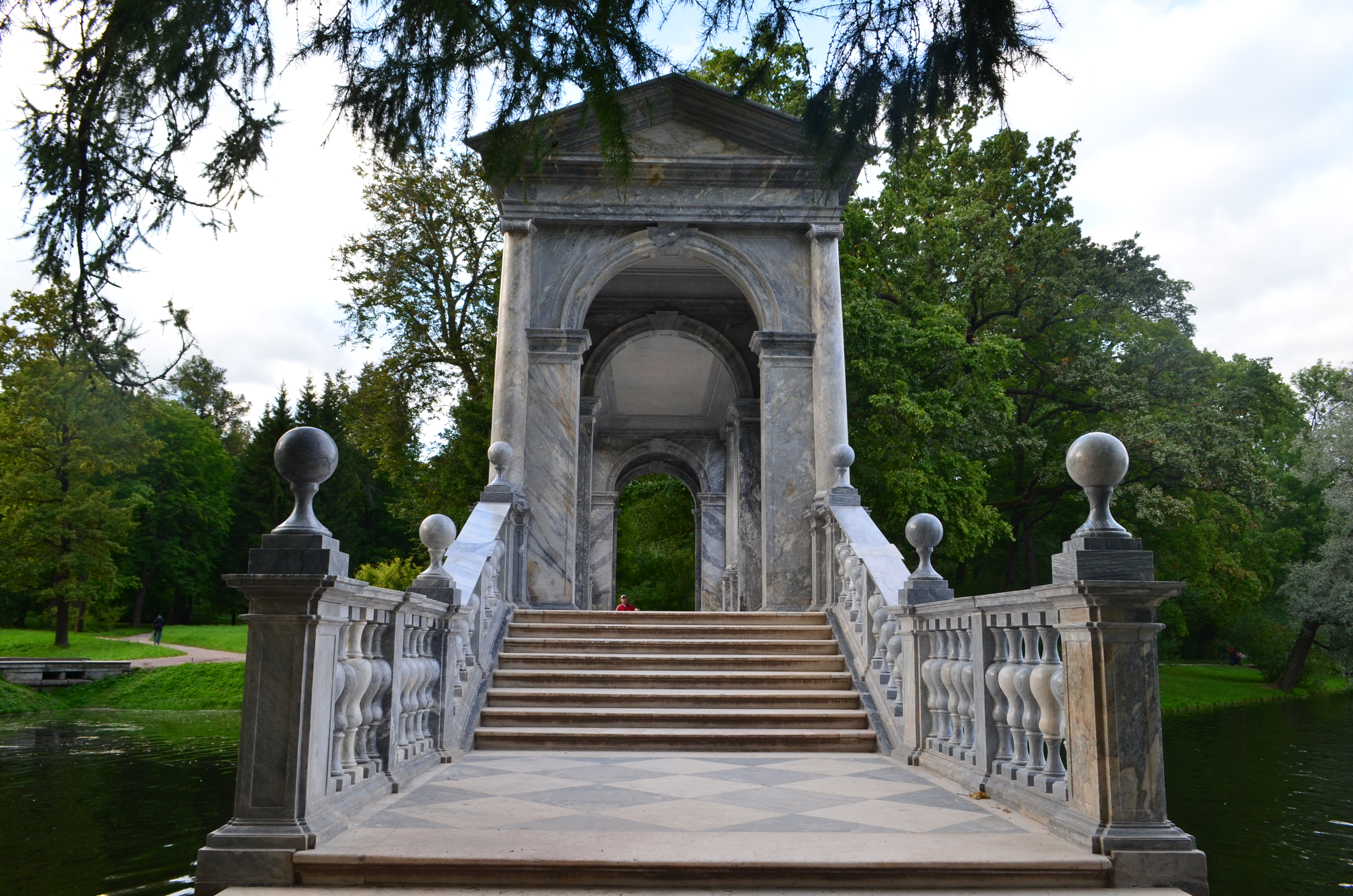
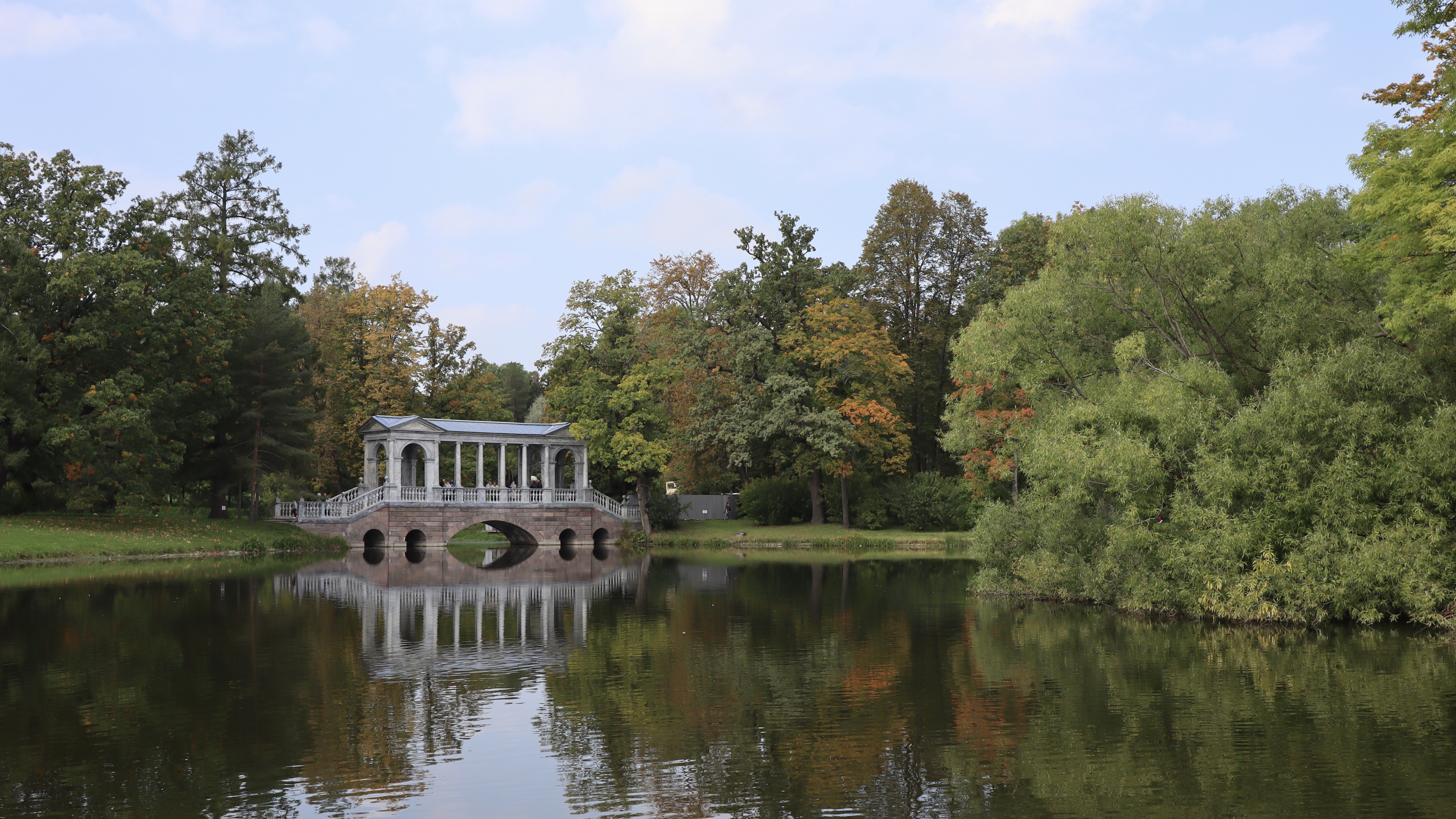
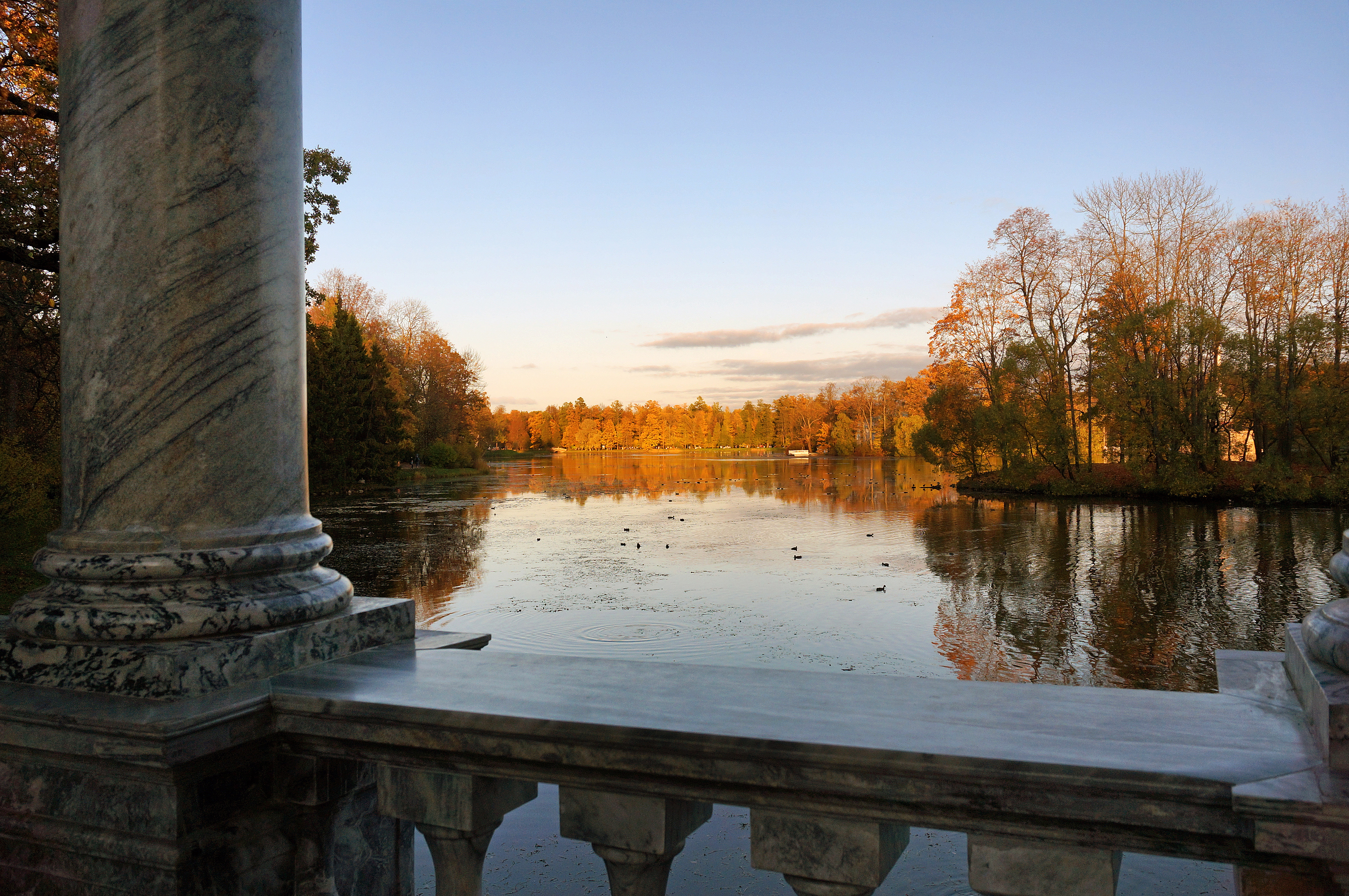